# Bränneberg
Bränneberg är en herrgård i Hällums socken utanför Jung. Gårdens huvudbyggnad uppfördes under 1880-talet under ägarskap av Otto Hedenstierna, som ägde den ända in i början av 1900-talet. Efter intensiva ägarbyten under början av 1900-talet så har gården varit i samma släkt i över 100 år.

## Ägarlängd (1873–)
- 1873-1907: Emil Otto Georg Vilhelm Hedenstierna (1846-1907)
- 1907-1910: John Wilhelm Witte (1878-1954)
- 1910-1916: David Emanuel Åhrberg (1876-1958)
- 1915-1918: Per Anton Isidor Olausson Junggren (1872-1920)
- 1918-1921: Ernst Johan Ösberg (1891-19??)
- 1921-1925: Karl Oskar Berggren (1892-1967)[4]
- 1921-1929: Sven Johan Andersson (1885-1929)[4]
- 1929-: Ättlingar till ovan nämnde S.J. Andersson